# 鈴木CV1
鈴木CV1（日语：スズキ・CV1）乃是日本鈴木公司在1981年至1985年間開發製造的單人座微型車。

## 歷史與概要
1981年 - 鈴木在第24屆東京車展上發表此車款，動力來源為一具49c.c.單缸二衝程引擎，極速可達32km/h。車身以玻璃纖維打造而成，可供單人乘坐，以鑰匙啟閉電門，按壓按鈕啟動車輛。變速箱為自動排檔，附D前進檔、N空檔及R倒車檔三個檔位。車門和加油口設於車身左側，右側則有車窗，前擋玻璃也有雨刷。初期只有一個頭燈，後來改為兩個。由於交通規制改變，此車款直到1985年停產，總售出數量不多。

## 內部連結
- 鈴木Twin

## 外部連結
- （日語）相馬自動車商工ホームページ：スズキCV-1 （页面存档备份，存于）